# NGC 4882
NGC 4882 (другие обозначения — NGC 4886, MCG 5-31-76, ZWG 160.239, DRCG 27-151, PGC 44698, GMP 2975) — эллиптическая галактика (E) в созвездии Волосы Вероники.
Морфологически галактика имеет такие же параметры, как медленно вращающиеся галактики, однако на диаграмме, показывающаей соотношение наблюдаемого удельного углового момента и видимой эллиптичности, галактика находится в области, соответствующей быстро вращающимся галактикам. Имеет заметную систему шаровых звёздных скоплений, которая, однако, наблюдается на фоне системы более крупной галактики NGC 4889.
Этот объект занесён в Новый общий каталог дважды, с обозначениями NGC 4882 и NGC 4886.